# كأس ديفيز 1954
كأس ديفيز 1954 هو الموسم 43 من  كأس ديفيز. فاز فيه منتخب الولايات المتحدة لكأس ديفيز.